# Elezioni parlamentari in Repubblica Ceca del 2010
Le elezioni parlamentari in Repubblica Ceca del 2010 si tennero il 28 e 29 maggio per il rinnovo della Camera dei deputati. In seguito all'esito elettorale, Petr Nečas, espressione del Partito Democratico Civico, divenne Presidente del Governo.

## Risultati
| Liste                                                          | Voti      | %     | Seggi |
| -------------------------------------------------------------- | --------- | ----- | ----- |
| Partito Social Democratico Ceco                                | 1 155 267 | 22,09 | 56    |
| Partito Democratico Civico                                     | 1 057 792 | 20,22 | 53    |
| TOP 09                                                         | 873 833   | 16,71 | 41    |
| Partito Comunista di Boemia e Moravia                          | 589 765   | 11,27 | 26    |
| Affari Pubblici                                                | 569 127   | 10,88 | 24    |
| Unione Cristiana e Democratica - Partito Popolare Cecoslovacco | 229 717   | 4,39  | –     |
| Partito dei Diritti Civili                                     | 226 527   | 4,33  | –     |
| Sovranità - Blocco di Jana Bobošíková (SZR - Politika 21)      | 192 145   | 3,67  | –     |
| Partito dei Verdi                                              | 127 831   | 2,44  | –     |
| Partito Operaio della Giustizia Sociale                        | 59 888    | 1,14  | –     |
| Partito Pirata Ceco                                            | 42 323    | 0,81  | –     |
| Partito dei Liberi Cittadini                                   | 38 897    | 0,74  | –     |
| Blocco della Destra                                            | 24 750    | 0,47  | –     |
| Cittadinicz                                                    | 13 397    | 0,26  | –     |
| Moravi                                                         | 11 914    | 0,23  | –     |
| Altri <0,10%                                                   | 17 689    | 0,34  | –     |
| Totale                                                         | 5 230 859 | 100   | 200   |